# Нижнебанновское муниципальное образование
Нижнебанновское муниципальное образование — сельское поселение в Красноармейском районе Саратовской области Российской Федерации.
Административный центр — село Нижняя Банновка.

## История
Статус и границы сельского поселения установлены Законом Саратовской области от 27 декабря 2004 года № 110-ЗСО «О муниципальных образованиях, входящих в состав Красноармейского муниципального района».

## Население
| 2002 | 2010 | 2011 | 2012 | 2013 | 2014 | 2015 |
| ---- | ---- | ---- | ---- | ---- | ---- | ---- |
| 574  | ↘565 | ↘563 | ↘545 | ↘539 | ↘527 | ↘513 |
| 2016 | 2017 | 2018 | 2019 | 2020 | 2021 |      |
| ↘493 | ↗504 | ↘477 | ↘471 | ↘464 | ↗534 |      |

## Состав сельского поселения
| № | Населённый пункт | Тип населённого пункта       | Население |
| - | ---------------- | ---------------------------- | --------- |
| 1 | Белогорское      | село                         | 57        |
| 2 | Нижняя Банновка  | село, административный центр | ↘508      |